# Џон Андерсон
Џон Андерсон (енгл. John Anderson; Стоунхаус, 1. новембар 1893 — Сиднеј, 6. јул 1962) је био аустралијски филозоф шкотског порекла који је предавао на Сиднејском универзитету између 1927. и 1958. године. Сматра се за јендог од твораца филозофске школе аустралијског реализма. Андерсон се залагао за слободно мишљење у свим областима, укључујући и сексуалност и морал, што се неретко косило са схватањима универзитетских ауторитета. У својим делима посебно се бавио проблемима етике и политичке филозофије. остварио је снажан утицај на аустралијску филозофску мисао (посебно на Џона Мекија и Дејвида Армстронга) и сматра се за једног од најзначајнијих филозофа који су стварали у Аустралији.